# Voanioala
Voanioala é um género botânico pertencente à família Arecaceae.